# تيم سنكلير
تيم سنكلير (بالإنجليزية: Tim Sinclair)‏ هو شاعر أسترالي، ولد في 1972.